# Dommartin (Rhône)
Pour les articles homonymes, voir Dommartin.
Dommartin est une commune française, située dans le département du Rhône en région Auvergne-Rhône-Alpes. Ses habitants sont appelés les Dommartinois.

## Géographie

### Localisation
La commune de Dommartin est située à une dizaine de kilomètres au nord-ouest de Lyon.

### Communes limitrophes
Les communes limitrophes sont  Civrieux-d'Azergues, Dardilly, La Tour-de-Salvagny, Lentilly, Lissieu, Lozanne et Marcilly-d'Azergues.
| Lozanne  | Civrieux-d'Azergues | Marcilly, Lissieu |
| Lentilly | Dommartin           | Dardilly          |
| Lentilly | La Tour de Salvagny | Dardilly          |

### Géologie et relief
La superficie de la commune est de 722 hectares ; l'altitude varie entre 235 et 350 mètres.
Dommartin est situé sur le complexe métamorphique des monts du Lyonnais composé de gneiss rubané (socle anté-Dévonien). On observe sur le même site des granites syntectoniques orientés, ainsi que des grès quartzites feldspathiques, des marnes bariolées et des argiles et cargneules au niveau du lieu-dit de la Chicotière.

### Hydrographie
Le réseau hydrographique de Dommartin est composé d'un seul cours d'eau principal, le Maligny.
Il prend sa source dans un petit lac situé sur le golf de La Tour-de-Salvagny et parcourt 6,6 km avant de se jeter dans l'Azergues qui rejoint plus loin la Saône. Ce ruisseau a donné son nom au complexe sportif de Maligny.

### Climat
Pour des articles plus généraux, voir Climat d'Auvergne-Rhône-Alpes et Climat du Rhône.
En 2010, le climat de la commune est de type climat océanique dégradé des plaines du Centre et du Nord, selon une étude du Centre national de la recherche scientifique s'appuyant sur une série de données couvrant la période 1971-2000. En 2020, Météo-France publie une typologie des climats de la France métropolitaine dans laquelle la commune est exposée à un climat de montagne ou de marges de montagne et est dans la région climatique  Nord-est du Massif Central, caractérisée par une pluviométrie annuelle de 800 à 1 200 mm, bien répartie dans l’année. 
Pour la période 1971-2000, la température annuelle moyenne est de 11,4 °C, avec une amplitude thermique annuelle de 17,7 °C. Le cumul annuel moyen de précipitations est de 819 mm, avec 9,1 jours de précipitations en janvier et 6,6 jours en juillet. Pour la période 1991-2020, la température moyenne annuelle observée sur la station météorologique de Météo-France la plus proche, « Le Breuil », sur la commune du Breuil à 12 km à vol d'oiseau, est de 11,6 °C et le cumul annuel moyen de précipitations est de 749,8 mm,. Pour l'avenir, les paramètres climatiques de la commune estimés pour 2050 selon différents scénarios d'émission de gaz à effet de serre sont consultables sur un site dédié publié par Météo-France en novembre 2022.

### Voies de communication et transports

#### Voies de communication
La route départementale 77E passe au village tandis que l'ancienne route nationale 6 (aujourd'hui RD 306) passe au nord de la commune. La RD 385 lie le centre du village et la commune de Civrieux-d'Azergues. De son côté, l'autoroute A89 s'arrête à La Tour-de-Salvagny, commune limitrophe de Dommartin.
La Route Buissonnière entre Fontainebleau et Lyon traverse la commune par la RD 385 (ex-RN 485).

#### Transports en commun
- Dommartin est desservie par les lignes 118 et 122 des cars du Rhône.
- La gare de Dommartin - Lissieu est située sur le territoire de la commune.

## Urbanisme

### Typologie
Au 1er janvier 2024, Dommartin est catégorisée ceinture urbaine, selon la nouvelle grille communale de densité à sept niveaux définie par l'Insee en 2022.
Elle appartient à l'unité urbaine de Lyon, une agglomération inter-départementale regroupant 123  communes, dont elle est une commune de la banlieue,,. Par ailleurs la commune fait partie de l'aire d'attraction de Lyon, dont elle est une commune de la couronne,. Cette aire, qui regroupe 397 communes, est catégorisée dans les aires de 700 000 habitants ou plus (hors Paris),.

### Occupation des sols
L'occupation des sols de la commune, telle qu'elle ressort de la base de données européenne d’occupation biophysique des sols Corine Land Cover (CLC), est marquée par l'importance des territoires agricoles (56,7 % en 2018), en diminution par rapport à 1990 (62,8 %). La répartition détaillée en 2018 est la suivante : 
prairies (48,1 %), zones urbanisées (32,8 %), zones agricoles hétérogènes (8,6 %), forêts (8 %), espaces verts artificialisés, non agricoles (2,4 %). L'évolution de l’occupation des sols de la commune et de ses infrastructures peut être observée sur les différentes représentations cartographiques du territoire : la carte de Cassini (XVIIIe siècle), la carte d'état-major (1820-1866) et les cartes ou photos aériennes de l'IGN pour la période actuelle (1950 à aujourd'hui).

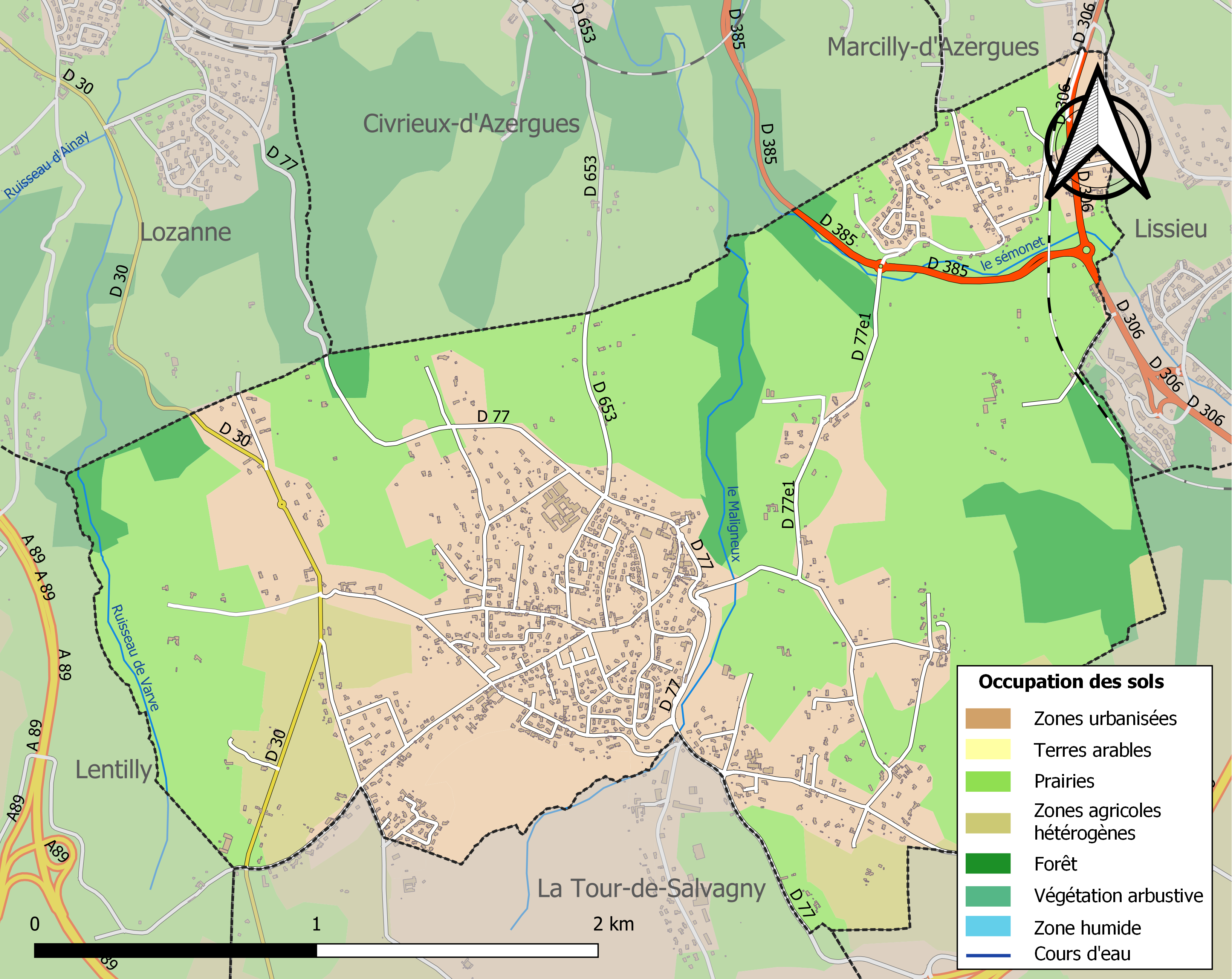
Carte des infrastructures et de l'occupation des sols de la commune en 2018 (CLC).

### Morphologie urbaine
La commune de Dommartin se présente comme majoritairement pavillonnaire, avec une part de maisons individuelles de 91,5% (soit 856 maisons sur un total de 935 logements).
Le centre du village regroupe la mairie, l'église, l'école, etc., mais il y a aussi plusieurs hameaux : la Bergeronnière, la Chicotière, la Muselière... Certains anciens hameaux comme le Falque ou les Cordineaux sont désormais liés au centre du village par une urbanisation récente et continue.

### Logement
En 2009, le nombre total de logements dans la commune était de 935, alors qu'il était de 783 en 1999.
Parmi ces logements, 95,5 % étaient des résidences principales, 2,3 % des résidences secondaires et 2,3 % des logements vacants. Ces logements étaient pour 91,5 % d'entre eux des maisons individuelles et pour 8,3 % des appartements.
La proportion des résidences principales, propriétés de leurs occupants était de 85,9 %, sensiblement identique à celle de 1999 (86,5 %).

## Toponymie
Dommartin est un hagiotoponyme caché.
On[Qui ?] suppose que le nom de la ville vient d'un ancienne colline appelée Dôme de Martin, qui, fut transformée en ce qu'on appelle aujourd'hui la commune de Dommartin.

## Histoire
Aucune trace d'occupation n'est attestée pendant la période romaine, tant au niveau archéologique que bibliographique.
Le village aurait été créé aux alentours du IXe siècle par les moines de l’abbaye d’Ainay. L’étymologie de Dommartin formé de Dominus et de Martinus, est donc l’équivalent de Saint-Martin[réf. souhaitée].
Dommartin figure dans un accord intervenu en l’an 1200 entre Florus, chanoine de Lyon et Robud de Tacins, au sujet des droits dépendant de Salvagny. L’église est mentionnée dans la charte par laquelle le pape Eugène confirma en l’an 1250, les terres, seigneuries, prieurés et revenus de l’abbaye d’Ainay.
À la fin du XVIe siècle, Dommartin appartenait à la famille Lange. Elle passa en 1671 à Claude Boittier et, en 1698, à messire Michon, puis, en 1720 à Octavio Cantarelle et, en 1777 (par suite d’une alliance), à messire Jean Claude Luc de Laval.
La paroisse créée en 1680, dépendait de l’archiprêtrerie des Suburdes, de l’intendance, de l’élection et de la sénéchaussée de Lyon. Auparavant, à cause de l’insuffisance des revenus, la paroisse n’était desservie que de temps en temps.
Après la Révolution, Dommartin était une des communes du canton de Chasselay. Ce canton fut supprimé par la loi du 8 pluviôse an IX (17 janvier 1801). La commune fut rattachée au canton de l’Arbresle. Les activités agricoles orientées presque exclusivement vers l’élevage sur ces riches prairies vallonnées, ont régressé depuis le début du siècle au profit d’une vocation résidentielle de la commune.

## Politique et administration

### Tendances politiques et résultats
Au second tour de l'élection présidentielle de 2012, il y a eu 1 854 votants sur les 2 078 inscrits (soit une taux d'abstention de 10,78 %), les résultats ont été 1 280 voix (71,87 %) pour Nicolas Sarkozy et  501 voix(28,13 %) pour François Hollande.

### Administration municipale
Le nombre d'habitants au dernier recensement étant compris entre 2 500 et 3 499, le nombre de membres du conseil municipal est de 23.

### Liste des maires
| Période                                  | Période                   | Identité                 | Étiquette               | Qualité |
| ---------------------------------------- | ------------------------- | ------------------------ | ----------------------- | --- |
| Les données manquantes sont à compléter. |                           |                          |                         | |
| 1840                                     | 1844                      | Jean Marie Mallié        |                         | |
| 1844                                     | 1847                      | Jean Paul Gustave Segaud |                         | |
| 1848                                     | 1848                      | Jean Marie Mallié        |                         | |
| 1849                                     | 1874                      | Jean Boyer               |                         | |
| 1874                                     | 1880                      | Jean Claude Prost        |                         | |
| 1880                                     | 1884                      | Antoine Tabard           |                         | |
| 1884                                     | 1884                      | Benoît Giraud            |                         | |
| 1884                                     | 1888                      | Antoine Véricel          |                         | |
| 1888                                     | 1900                      | Antoine Merle            |                         | |
| 1900                                     | 1912                      | René de Veyle            |                         | |
| 1919                                     | 1925                      | Ennemond Bergeon         |                         | |
| 1925                                     | 1929                      | Jean Fleury Véricel      |                         | |
| 1929                                     | 1932                      | Claude Rivière           |                         | |
| 1932                                     | 1935                      | Jean Pierre Essertaize   |                         | |
| 1935                                     | 1940                      | Michel Fontlupt          |                         | |
| 1940                                     | 1944                      |                          |                         | |
| 1944                                     | 1953                      | Charles Schneiderlin     |                         | |
| 1953                                     | ?                         | Claude Rivoire           |                         | |
| Les données manquantes sont à compléter. |                           |                          |                         | |
| mars 1989                                | juin 1995                 | Henri de La Teyssonnière |                         | |
| juin 1995                                | mai 2020                  | Jean-Pierre Guillot      | UDF puis MoDem puis UDI | Retraité, ancien journaliste et directeur de rédaction Président de la CC du Pays de L'Arbresle (? → 2014) |
| mai 2020                                 | En cours (au 24 mai 2020) | Alain Thivillier         | SE                      | Cadre supérieur, ancien adjoint 7e vice-président de la CC du Pays de L'Arbresle (à partir de 2020)        |

### Intercommunalité
La commune fait partie de la communauté de communes du Pays de L'Arbresle.

### Instances judiciaires et administratives
Dommartin relève de l'ensemble des juridictions, administratives ou judiciaires, siégeant à Lyon.

### Politique environnementale
La commune ne dispose pas de déchèterie, mais il y en a une à Fleurieux-sur-l'Arbresle et une à Dardilly.
La communauté de communes de l'Arbresle a mis à la disposition de chaque foyer une poubelle de recyclage.
Plus de 70 % du territoire de la commune est un « patrimoine vert », zones agricoles ou naturelles.

### Jumelages
Au 2 avril 2013, Dommartin n'est jumelée avec aucune commune.

## Population et Société

### Démographie
L'évolution du nombre d'habitants est connue à travers les recensements de la population effectués dans la commune depuis 1793. Pour les communes de moins de 10 000 habitants, une enquête de recensement portant sur toute la population est réalisée tous les cinq ans, les populations de référence des années intermédiaires étant quant à elles estimées par interpolation ou extrapolation. Pour la commune, le premier recensement exhaustif entrant dans le cadre du nouveau dispositif a été réalisé en 2008.

En 2022, la commune comptait 2 607 habitants, en évolution de +1,05 % par rapport à 2016 (Rhône : +3,93 %, France hors Mayotte : +2,11 %).
| 1793 | 1800 | 1806 | 1821 | 1831 | 1836 | 1841 | 1846 | 1851 |
| ---- | ---- | ---- | ---- | ---- | ---- | ---- | ---- | ---- |
| 340  | 298  | 299  | 360  | 396  | 365  | 395  | 440  | 476  |

| 1856 | 1861 | 1866 | 1872 | 1876 | 1881 | 1886 | 1891 | 1896 |
| ---- | ---- | ---- | ---- | ---- | ---- | ---- | ---- | ---- |
| 503  | 434  | 442  | 454  | 454  | 483  | 513  | 504  | 502  |

| 1901 | 1906 | 1911 | 1921 | 1926 | 1931 | 1936 | 1946 | 1954 |
| ---- | ---- | ---- | ---- | ---- | ---- | ---- | ---- | ---- |
| 505  | 509  | 477  | 432  | 434  | 483  | 423  | 365  | 430  |

| 1962 | 1968 | 1975  | 1982  | 1990  | 1999  | 2006  | 2008  | 2013  |
| ---- | ---- | ----- | ----- | ----- | ----- | ----- | ----- | ----- |
| 463  | 506  | 1 142 | 1 451 | 1 616 | 2 288 | 2 622 | 2 702 | 2 637 |

| 2018  | 2022  | - | - | - | - | - | - | - |
| ----- | ----- | - | - | - | - | - | - | - |
| 2 573 | 2 607 | - | - | - | - | - | - | - |

### Enseignement
Dommartin est située dans l'Académie de Lyon.
Elle administre une école maternelle et une école élémentaire communales, nommée Bernard Clavel (en hommage au roman Malataverne de l'auteur, nom d'un des quartiers du village).
Les collèges les plus proches sont situés à Lentilly et à Chazay-d'Azergues; le lycée à Charbonnières-les-Bains.

### Santé
Au centre du village se situe la Maison médicale qui accueille un cabinet de médecine générale, un cabinet de dentiste, un cabinet de kinésithérapie, une pharmacie, un psychologue, une podologue…
La commune accueille un Centre d'Education Motrice (CEM), une structure adaptée pour les enfants handicapés, ainsi qu'un Foyer d'Accueil Médicalisé de l'étang Carret (FAM).
Il y a aussi un cabinet vétérinaire.

### Sports
La commune dispose d'un club d'athlétisme, le Domtac, en partenariat avec La Tour-de-Salvagny.
L'association Sports Et Loisirs Dommartinois (SLD) regroupe également plusieurs sports tel que du badminton, de la gym, de la danse, du yoga.
Elle accueille le centre sportif « Le crossfit des monts ».

### Cultes

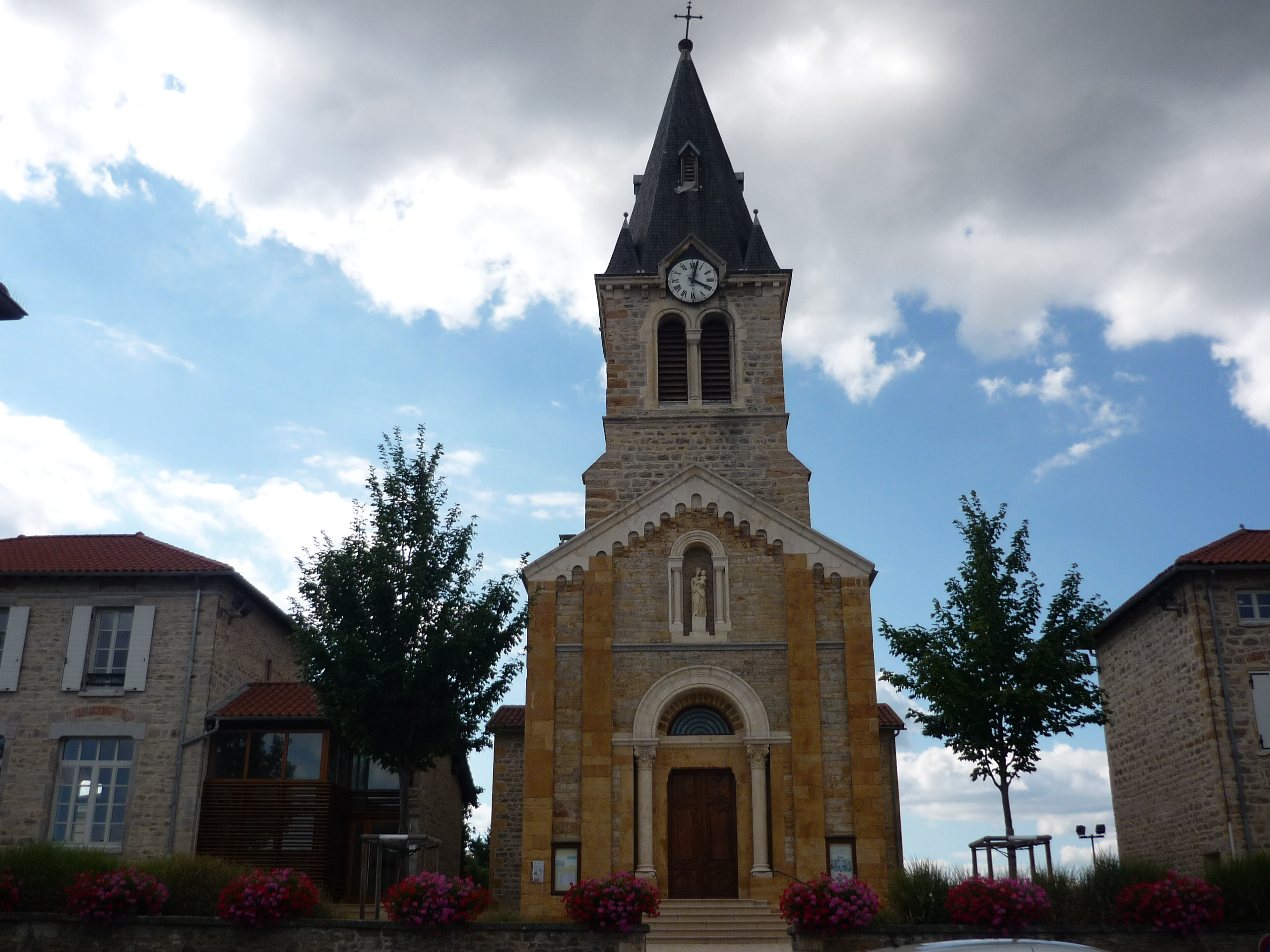
L'église de Dommartin.

Le territoire de la commune de Dommartin dépend de la paroisse catholique nommée « paroisse de l'Esprit-Saint des portes de Lyon » au sein de l'archidiocèse de Lyon. À Dommartin, le lieu de culte est l'église de l'Assomption.

## Économie

### Revenus de la population et fiscalité
En 2010, le revenu fiscal médian par ménage était de 52 073 €, ce qui plaçait Dommartin au 191e rang parmi les 31 525 communes de plus de 39 ménages en métropole.

### Emploi
En 2009, la population âgée de 15 à 64 ans s'élevait à 1 765 personnes, parmi lesquelles on comptait 69,5 % d'actifs dont 66,5 % ayant un emploi et 3,0 % de chômeurs.
On comptait 660 emplois dans la zone d'emploi, contre 608 en 1999. Le nombre d'actifs ayant un emploi résidant dans la commune étant de 1 185, l'indicateur de concentration d'emploi est de 55,7 %, ce qui signifie que la zone d'emploi offre un emploi pour deux habitants actifs.

### Entreprises et commerces
Au 31 décembre 2010, Dommartin comptait 209 établissements : dix dans l’agriculture-sylviculture-pêche, onze dans l'industrie, vingt-et-un dans la construction, 135 dans le commerce-transports-services divers et 32 étaient relatifs au secteur administratif.
En 2011, 29 entreprises ont été créées à Dommartin, dont neuf par des auto-entrepreneurs.

## Culture locale et patrimoine

### Monuments et lieux touristiques

#### Monument aux morts
Comme de nombreuses communes de France, Dommartin dispose d'un monument aux morts pour commémorer les soldats morts pour la patrie pendant les guerres mondiales. 
Celui de Dommartin était premièrement localisé le long de l'actuelle D 77E, il a été déplacé ensuite dans le parc derrière la mairie.

#### Four a chaux (en bordure de la RN6)
Construit en 1855 au centre d’une carrière de calcaire à gryphées (sinémurien - 300/200 millions d’années), il servait à calciner la pierre calcaire pour la transformer en chaux. Ce four a probablement servi à la construction des deux viaducs voisins ainsi qu’à d’autres travaux à proximité (château, grosses demeures, fermes, etc.). Le four à chaux est restauré entre 2004 et 2009.
Le site est animé par l’association de restauration et d’aménagement du patrimoine estimé de Dommartin (ARAPED).

#### Église
L'église Saint-Antoine ou Notre-Dame de l’Assomption est edifiée au XIXe (1856-1857), en remplacement de l'ancienne église située près du presbytère, trop vétuste et trop petite. Elle se distingue par deux particularités :  à l'inverse des églises qui reçoivent traditionnellement la lumière de l'est sur l'abside, c'est le porche qui est orienté au levant ; la voûte angevine à croisées d'ogives en douves de bois clouées sur cerces lui confère une remarquable acoustique. Ce plafond en pin est exceptionnel dans la région. Dépouillée de tous ses éléments décoratifs en 1963, elle est remise en valeur lors d'une restauration en 1999. Cette restauration lui vaut de recevoir le Prix du patrimoine par le conseil général du Rhône.
En 1858, Guillaume Servant châtelain, offre : 
- un maître-autel roman dont le bas relief polychrome est constitué, au centre d'un christ en gloire rehaussé des symboles des quatre évangélistes, le taureau de saint Matthieu, le lion de saint Marc, l'ange de saint Luc et l'aigle de saint Jean, encadré à gauche par saint Martin et à droite par saint Louis[réf. nécessaire] ;
- un chemin de croix mural inauguré vendredi 7 mars 1862 ;
- une cloche (bourdon) baptisée Louis-Guilhelmine, qui sonne le « La ».

L'église dispose de quatre cloches :
- Claudius Collange me fecit (1692)
- Sol (Burdin Ainé, fondeur à Lyon - 1867)
- La (Burdin Ainé - 1867)
- Si (Burdin Ainé - 1867)

#### L'ancienne école des garçons et la mairie

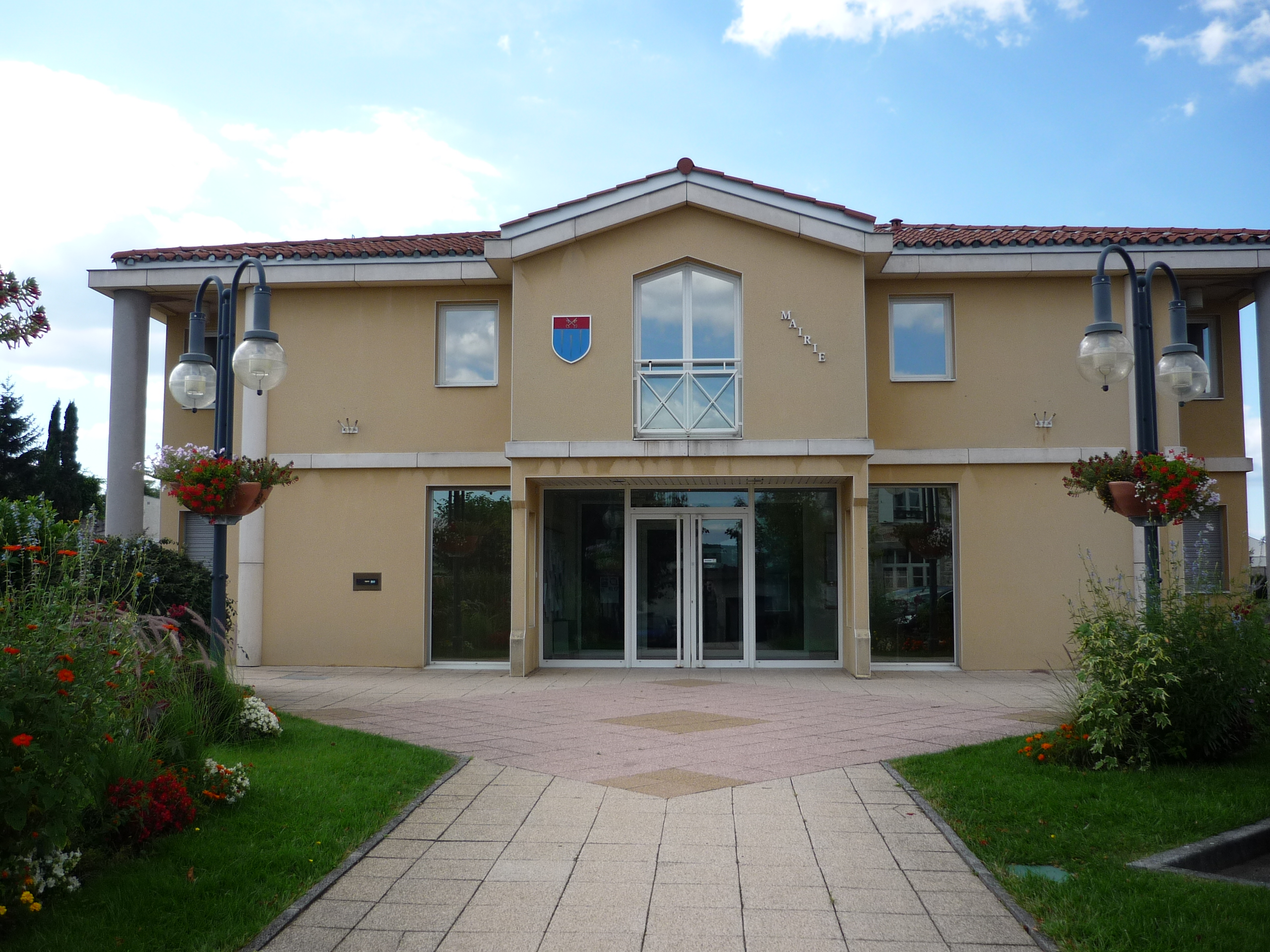
Bâtiment de la nouvelle mairie.

Sur un terrain vendu par François Prost, ce bâtiment édifié au XIXe siècle (1851), abritait la mairie et l’école des garçons. Il a abrité cette dernière jusqu'en 1945, puis la classe unique géminée mixte des grands jusqu'en 1975, date de la construction de la première branche du groupe scolaire. La mairie et son secrétariat traditionnellement exercé par l'instituteur était située au 1er étage à gauche de l'escalier central. L'instituteur occupait alors toute la partie droite de l'édifice en tant que logement de fonction. À partir de 1888 était ajouté un préau entre l'église et ce bâtiment, aujourd'hui démoli. Le conseil municipal a décidé en 1921 de construire un préau Nord pour abriter les sanitaires de l'école. Jusqu'en 1995, date de l'inauguration de la nouvelle mairie, ce bâtiment avait été entièrement utilisé par la mairie et ses annexes. Aujourd'hui toutes les surfaces réhabilitées sont affectées aux associations du village. La rénovation de 2007 est destinée à retrouver l'authenticité des lieux, avec la mise en valeur de le pierre et du bois. De même le préau Nord a été restauré pour recevoir les différentes manifestations.[réf. nécessaire]

#### École des filles
Cette école des filles jusqu'en 1945, puis école géminée mixte des petits jusqu'en 1975, occupait le rez-de-chaussée. L'étage était dévolu à l'appartement de fonction de l'institutrice. Au sud, l'adjonction d'un appentis pour la pompe à incendie a disparu depuis ; quant au préau adjacent construit en 1908, il a été intégré au bâtiment lors de la rénovation.

### Patrimoine culturel
Comme cité précédemment, la commune de Dommartin dispose d'une église datant du XIXe siècle.
On dénombre sept anciennes croix sur le territoire de la commune. Ces croix sont taillées dans la pierre dorée typique de la région. Elles portent toutes des noms : croix Rampeau, croix du cimetière, croix de Malataverne, croix du Prost, croix de Cordineau, croix du Cerf, et enfin croix du Bourg.
Dommartin héberge plusieurs châteaux : le château de Dommartin, le château le Falque et le château des Humberts.

### Personnalités liées à la commune
Joseph Serlin, sénateur, officier de la Légion d'honneur, Résistant est assassiné le 7 janvier 1944 à la Chicotière (lieu-dit de la commune) par des activistes du « MNAT » (Mouvement national anti-terroriste). Une stèle funéraire a été erigée en 1946 sur le lieu du crime, proche de l'ancienne RN6 et du viaduc du chemin de fer.

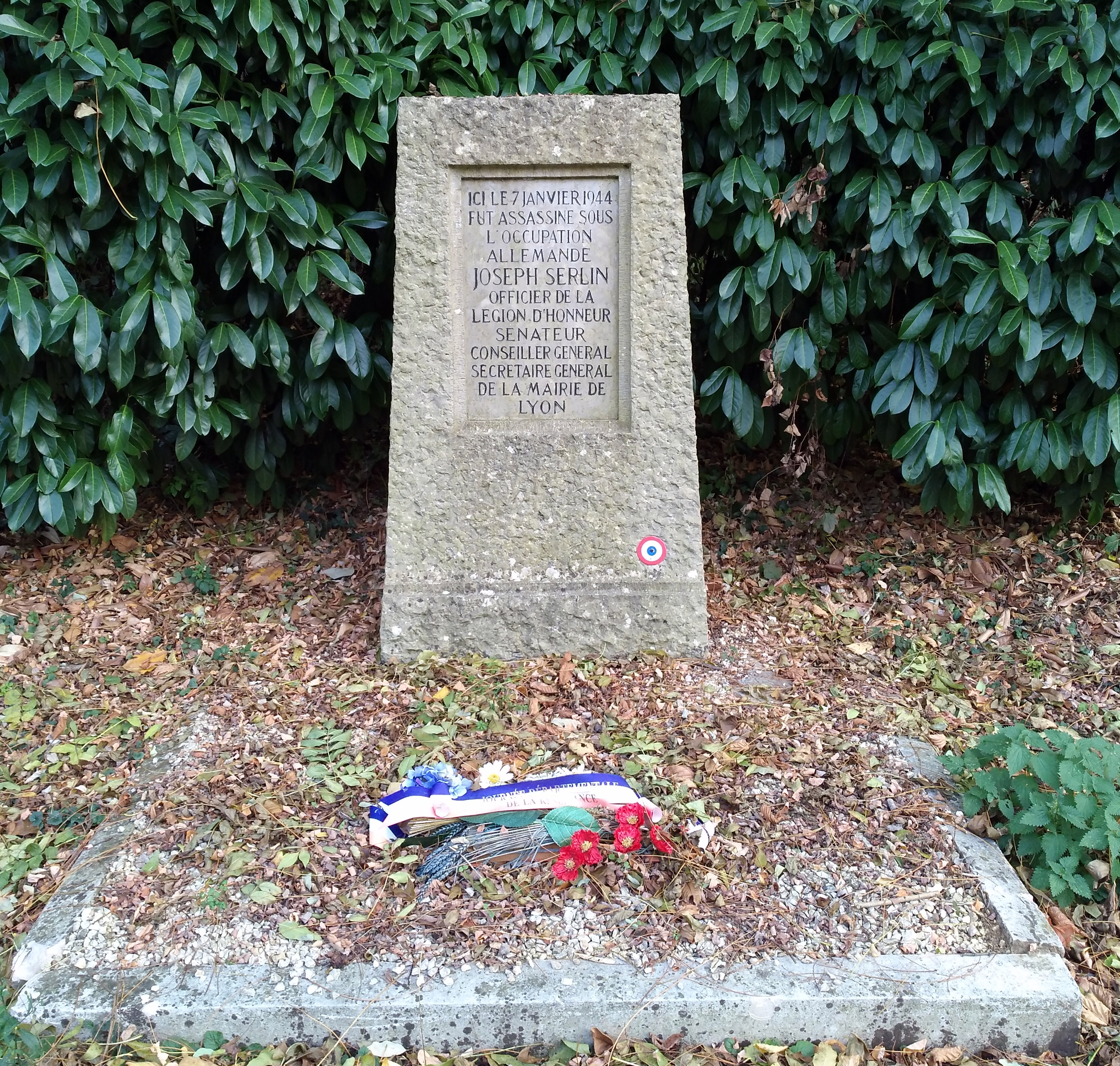
Monument assassinat Joseph Serlin à Dommartin (Rhône, France)

### Héraldique, logotype et devise
| Armes de Dommartin | Les armoiries de Dommartin peuvent se blasonner de cette façon-ci aujourd’hui : D'azur aux trois bourdons de pèlerin d'argent, au chef cousu de gueules chargé d'une clef d'or et d'une clef d'argent passées en sautoir. |

## Pour approfondir